# Literatuurstad

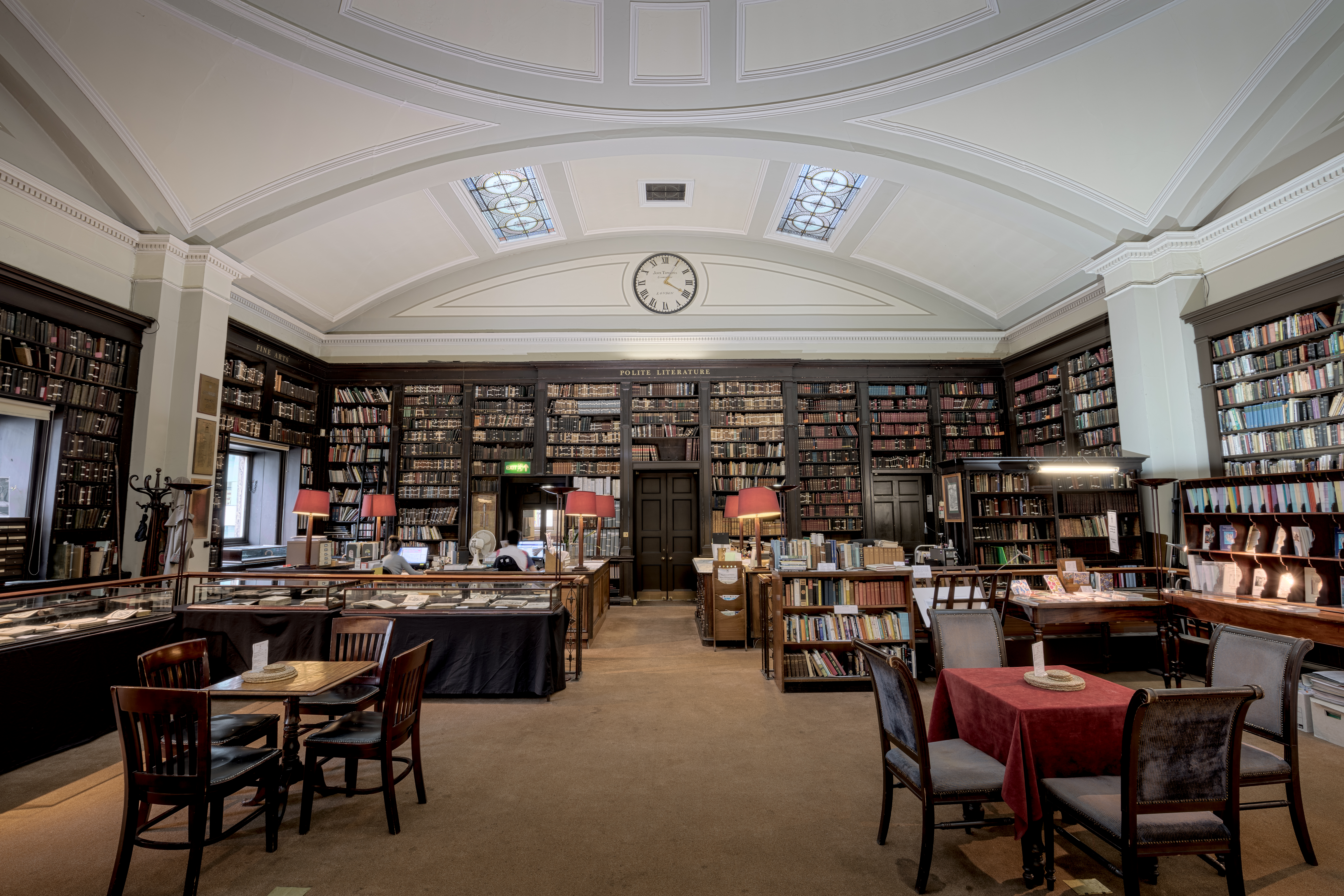
The Portico Library in Manchester

Literatuurstad (Engels: City of Literature) is een UNESCO-programma dat deel uitmaakt van het project Creative Cities Network.
Dit netwerk werd in 2004 opgezet en heeft anno 2019 lidsteden op zeven creatieve gebieden. De andere gebieden zijn: Ambachten en Volkskunst, Design, Film, Gastronomie, Mediakunst en Muziek.

## Criteria voor literatuursteden

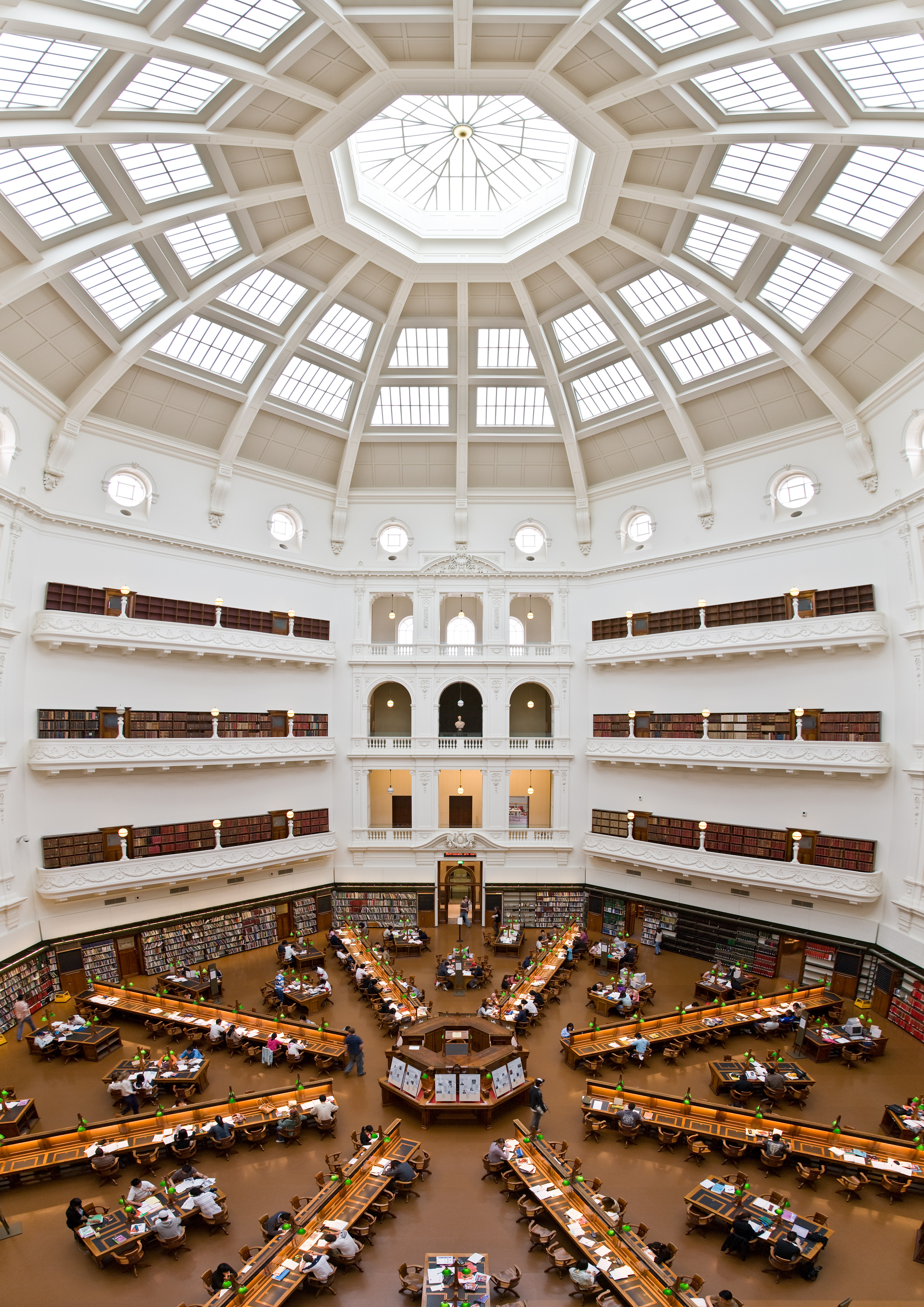
De Staatsbibliotheek van Victoria in Melbourne

Om te worden goedgekeurd als literatuurstad, moet een stad aan een aantal door UNESCO opgestelde criteria voldoen.
Door UNESCO erkende literatuursteden hebben vergelijkbare kenmerken, zoals:
- Kwaliteit, kwantiteit en diversiteit van publicaties in de stad
- Kwaliteit en kwantiteit van educatieve programma's gericht op binnenlandse of buitenlandse literatuur op primair, secundair en tertiair niveau
- Literatuur, drama en/of poëzie spelen een belangrijke rol in de stad
- Het organiseren van literaire evenementen en festivals, die binnenlandse en buitenlandse literatuur promoten
- Het bestaan van bibliotheken, boekhandels en openbare of particuliere culturele centra die binnenlandse en buitenlandse literatuur bewaren, promoten en verspreiden
- Betrokkenheid van de uitgeverssector bij het vertalen van literaire werken uit diverse talen en buitenlandse literatuur
- Actieve betrokkenheid van traditionele en nieuwe media bij het promoten van literatuur en het versterken van de markt voor literaire producten

Steden moeten bij UNESCO biedingen indienen om als literatuurstad erkend te kunnen worden. Geaccepteerde steden worden elke vier jaar door gemonitord en opnieuw beoordeeld.

## Over de steden

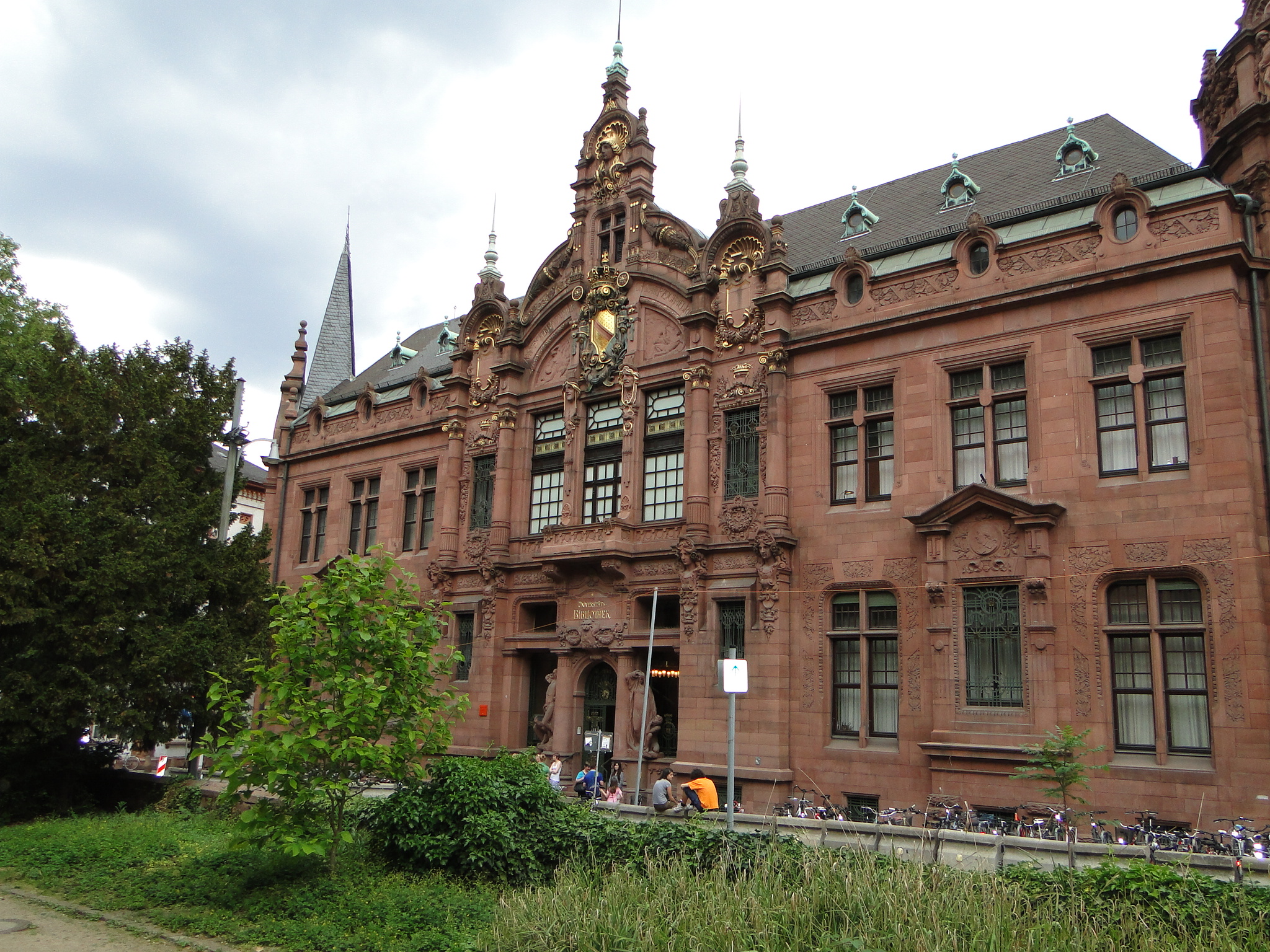
De universiteitsbibliotheek in Heidelberg (Duitsland)

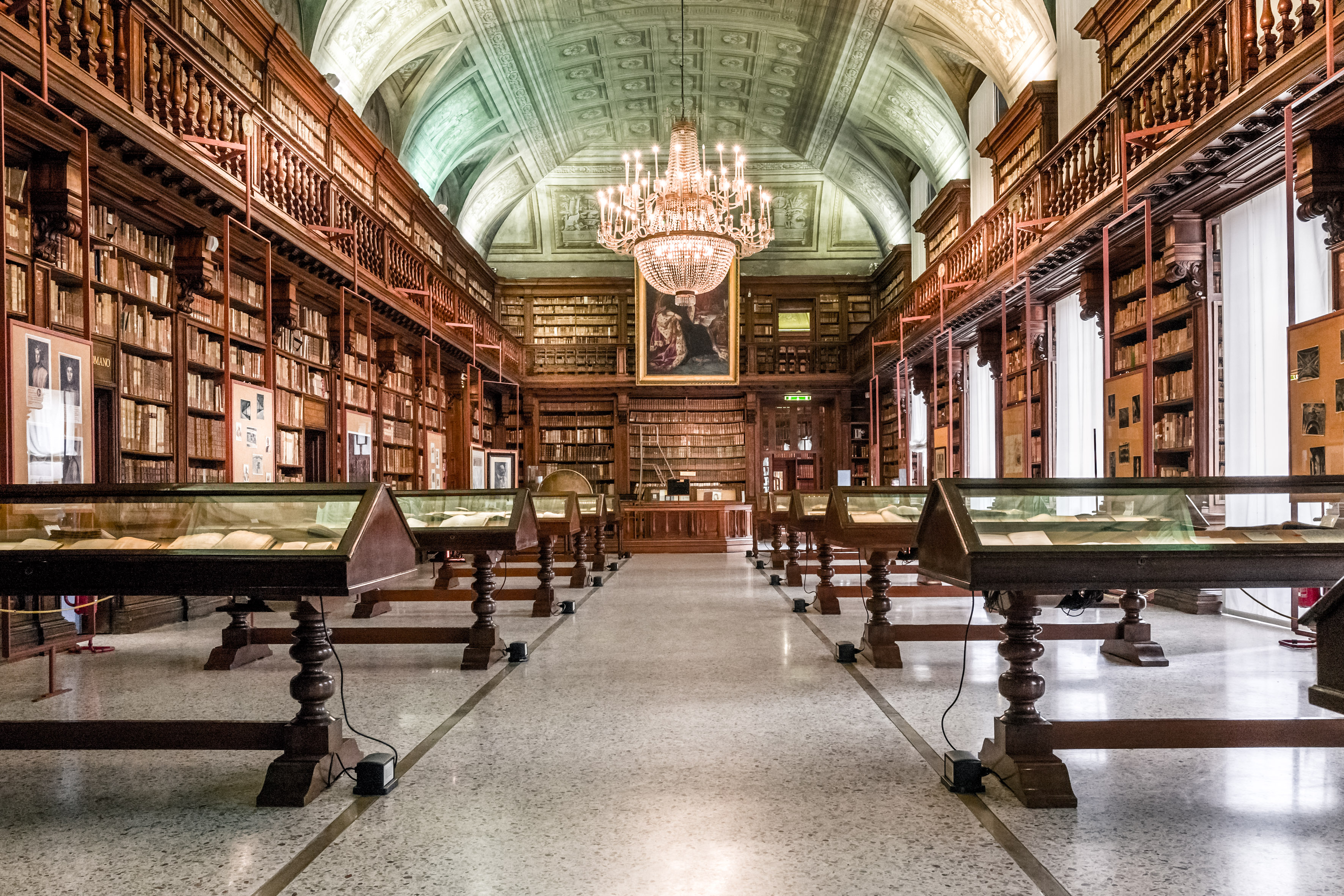
Bibliotèca di Brera in Milaan

In 2004 werd Edinburgh de eerste literatuurstad. Het organiseert jaarlijks het International Book Festival en heeft zijn eigen dichter laureate, de Makar.
Ljubljana beheert zijn Library Under the Treetops verspreid over verschillende locaties in de stad, waaronder Tivoli City Park en Zvezda Park. Deze plekken hebben een keur aan boekgenres en verschillende binnen- en buitenlandse kranten en tijdschriften te bieden.
Manchester is de thuisbasis van de Centrale Bibliotheek van "wereldklasse" en "historische juweeltjes" als The Portico, John Rylands en Chetham's Library.
De 'levendige literaire scène' van Melbourne omvat meer dan 300 boekwinkels, Victoria State Library en vele andere bibliotheken en vormt een basis voor Penguin Random House en voor Lonely Planet, het Wheeler Center en het Melbourne Writers’ Festival.
De "grote intellectuele en creatieve bronnen" van Praag omvatten het ontwerpen van boeken, illustraties, typografie en grafische ontwerpen. Het heeft ook de nationale bibliotheek van Tsjechië een van meer dan 200 bibliotheken, een van Europa's hoogste concentraties aan boekwinkels. En het organiseert jaarlijks het Praagse schrijversfestival.
Bibliotheken in andere literaire steden zijn onder andere: de nationale bibliotheek Braidense in Milaan, de Universiteitsbibliotheek van Heidelberg en de nationale bibliotheek van Ierland in Dublin.
Tartu is een 'bron van vitaliteit', Durban is 'vrolijk' en Reykjavík is een 'kleine stad met een grote ziel'.
Edinburgh is een 'schoonheid met een kloppend hart', terwijl Dunedin het 'Edinburgh van het zuiden' (zuidelijk halfrond) is.

## Literatuursteden

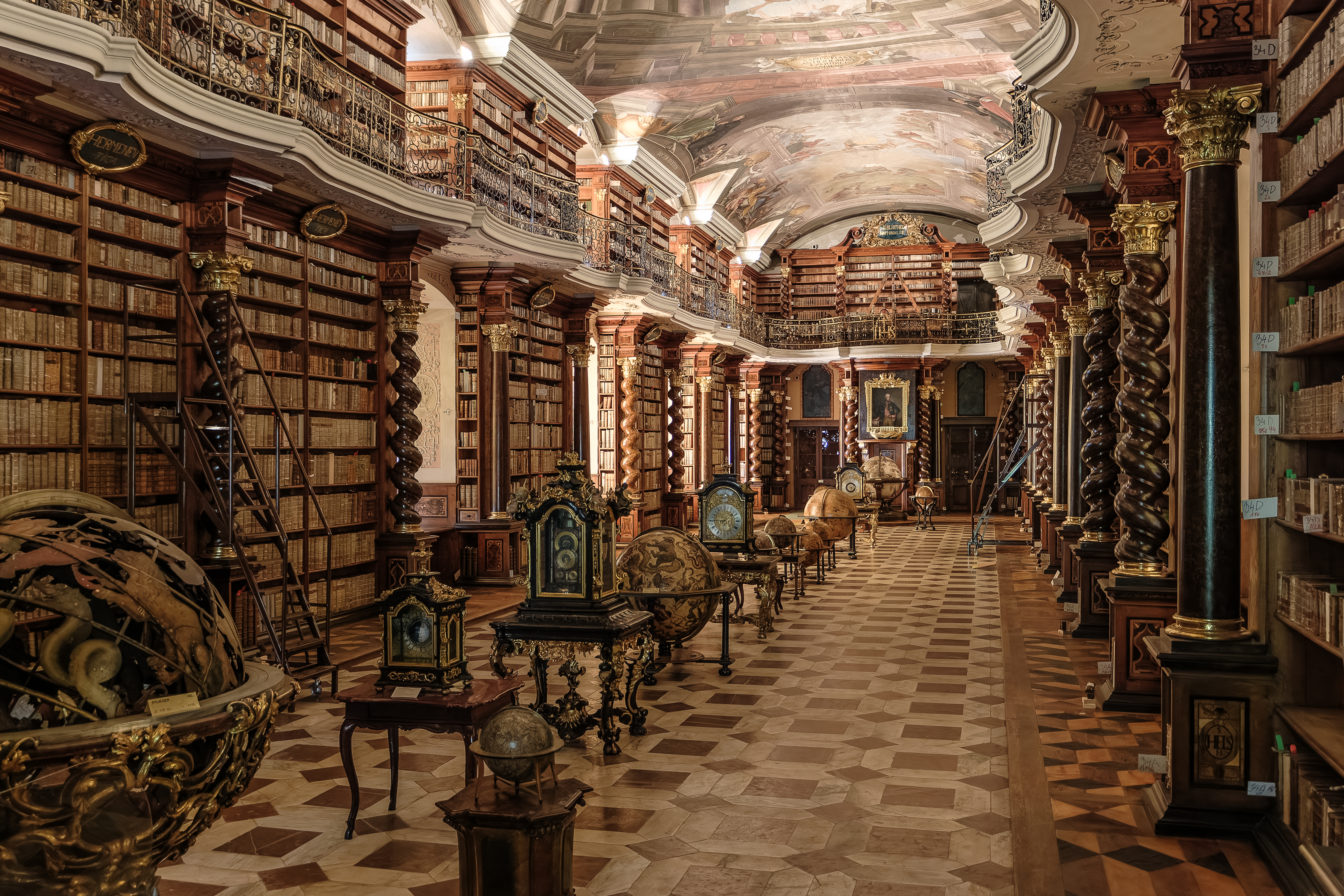
Nationale Bibliotheek van Tsjechië in Praag

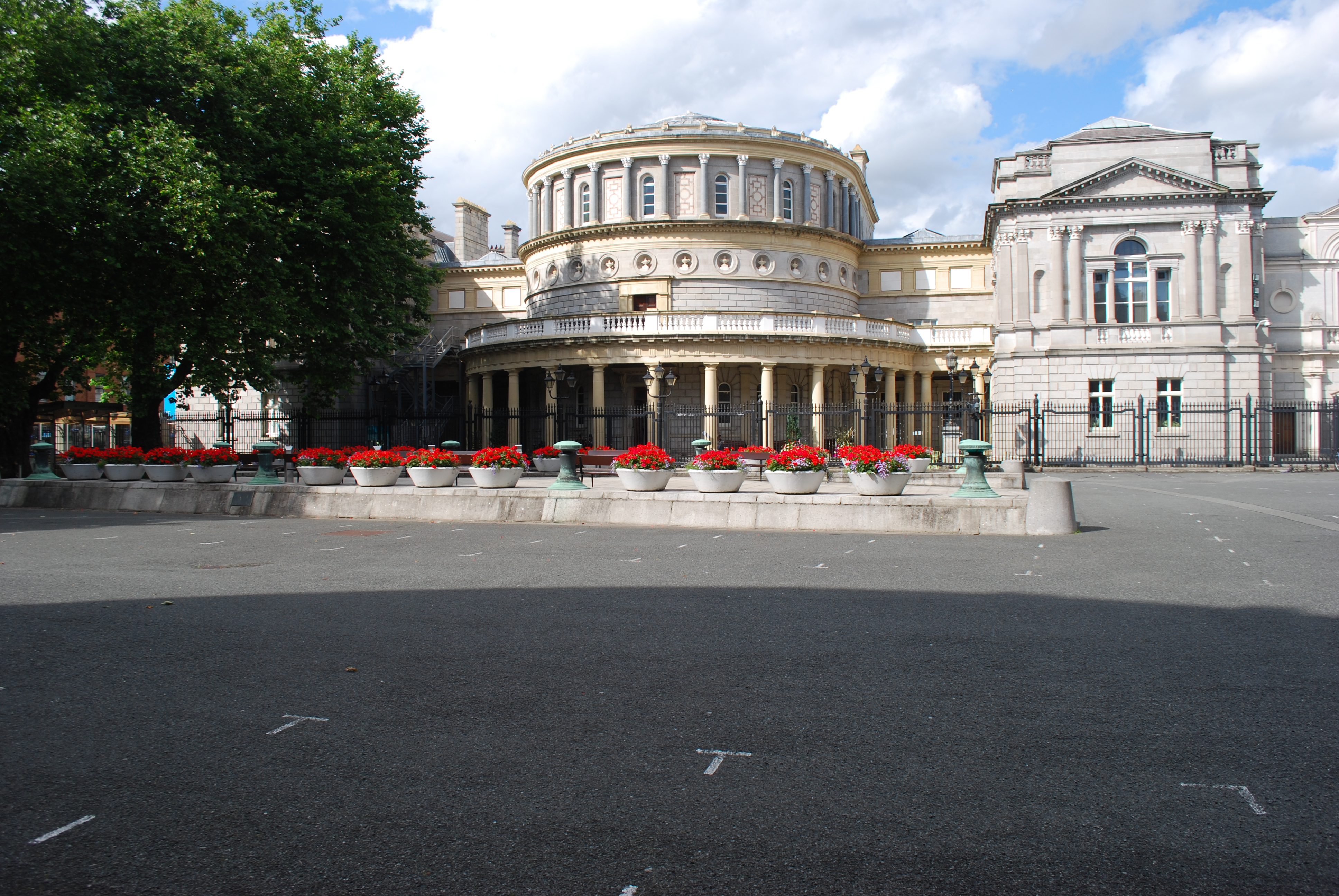
National Library of Ireland in Dublin

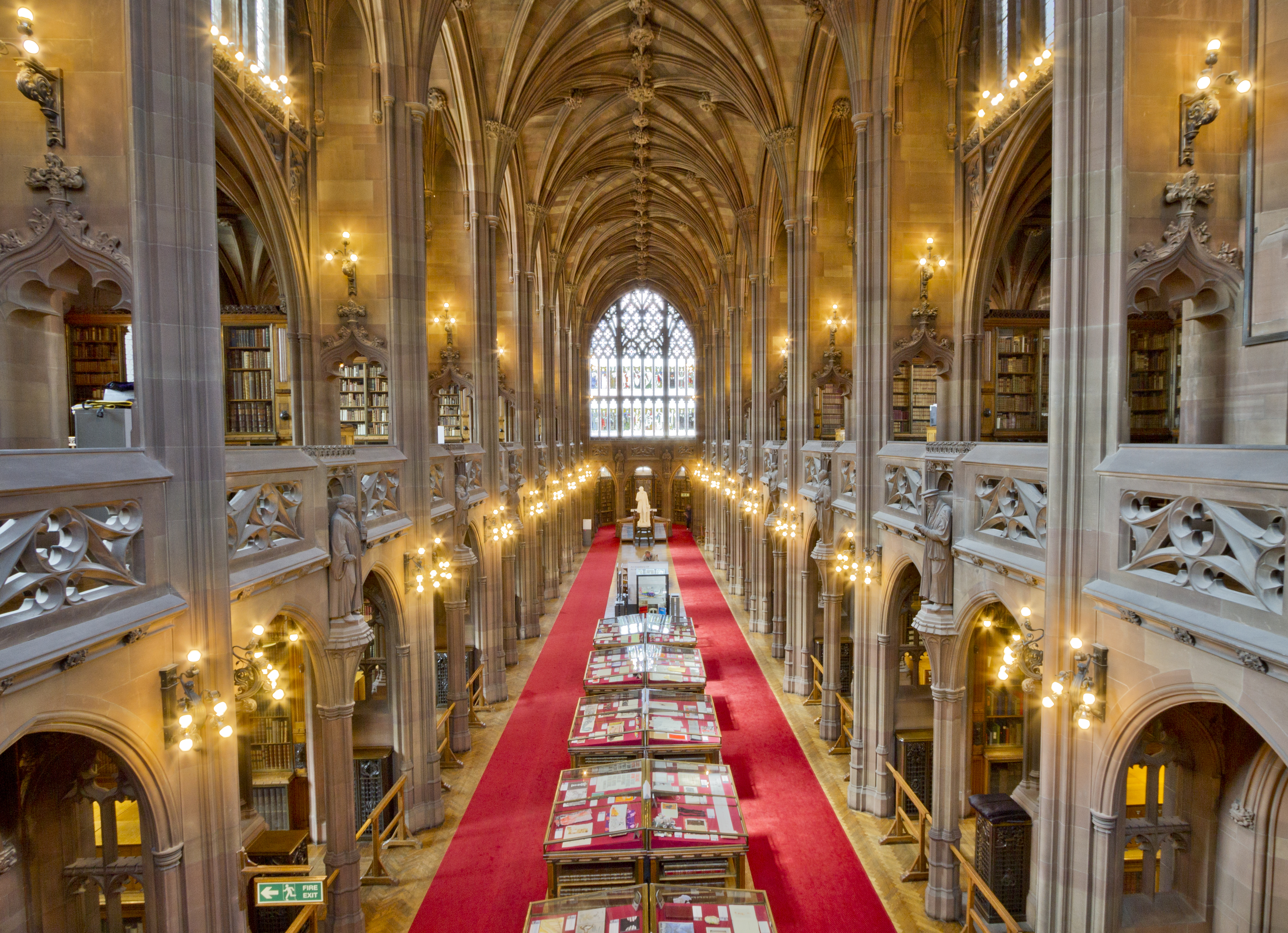
John Rylands Library in Manchester

Er zijn achtentwintig Literatuursteden, verspreid over drieëntwintig landen en zes continenten.
Sommige landen hebben meer dan een UNESCO-literatuurstad. Veruit de meeste bevinden zich in Europa.
Literatuursteden zijn:
- Irak, Baghdad (2015)[21]
- Spanje, Barcelona (2015)[22]
- Duitsland, Bremen (2023)[23]
- Zuid-Korea, Bucheon (2017)[24]
- Ierland, Dublin (2010)[25]
- Nieuw-Zeeland, Dunedin (2014)[26]
- Zuid-Afrika, Durban (2017)[27]
- Verenigd Koninkrijk, Edinburgh (2004)[28]
- Spanje, Granada (2014)[29]
- Duitsland, Heidelberg (2014)[30]
- Verenigde Staten, Iowa (2008)[31]
- Polen, Krakau (2013)[32]
- Noorwegen, Lillehammer (2017)[33]
- Slovenië, Ljubljana (2015)[34]
- Oekraïne, Lviv (2015)[35]
- Verenigd Koninkrijk, Manchester (2017)[36]
- Australië, Melbourne (2008)[37]
- Italië, Milaan (2017)[38]
- Uruguay, Montevideo (2015)[39]
- Verenigd Koninkrijk, Norwich (2012)[40]
- Verenigd Koninkrijk, Nottingham (2015)[41]
- Portugal, Óbidos (2015)[42]
- Japan, Okayama (2023)[43]
- Tsjechië, Praag (2014)[44]
- Canada, Quebec (2017)[45]
- IJsland, Reykjavík (2011)[46]
- Brazilië, Rio de Janeiro (2023)[47]
- Verenigde Staten, Seattle (2017)[48]
- Estland, Tartu (2015)[49]
- Rusland, Ulyanovsk (2015)[50]
- Nederland, Utrecht (2017)[51]
- Nederland, Leeuwarden (2019)[52]